# التمثيلات الثلاث
التمثيلات الثلاث، رسميًا نظرية التمثيلات الثلاث،  هي نظرية اجتماعية سياسية تحدد دور الحزب الشيوعي الصيني في المجتمع الصيني. قُدمت لأول مرة من قبل جيانغ تسه مين - الأمين العام للحزب الشيوعي الصيني آنذاك - في 25 فبراير 2000، أثناء قيامه بجولة تفقدية في غاوزو، قوانغدونغ. وقد تم التصديق عليها من قبل الحزب في المؤتمر الحزبي السادس عشر في عام 2002. وقد شرعت هذه النظرية دخول أصحاب الأعمال الخاصة والعناصر البرجوازية إلى الحزب الشيوعي الصيني.

## التاريخ والتطور
في أعقاب ولاية دينج شياو بينج، صاغ جيانغ تسه مين نظرية جديدة لتحديد العلاقة الجديدة بين الحزب والشعب، والتي أطلق عليها اسم "التمثيلات الثلاث". ألقى جيانغ أول خطاب له حول التمثيلات الثلاث في 25 فبراير 2000 خلال ندوة حول بناء الحزب في قوانغتشو. وقد أثار اهتمامًا واسعًا وتفسيرات عديدة لمعنى الخطاب.
إن "التمثيلات الثلاث" نتاج جهود جيانغ تسه مين في التعامل مع الخلفيات الطبقية المتنوعة لأعضاء الحزب ومصالحهم المادية المتضاربة في بعض الأحيان. وبناءً على فرضية ماو القائلة بأن الحزب الشيوعي يجب أن يخدم الشعب، أصبح من المهم مع نمو القطاع الخاص في الصين جلب "أشخاص جديرين من جميع القطاعات المخلصين للوطن الأم والاشتراكية" إلى الحزب.

في خطابه حول التمثيلات الثلاث في الذكرى الثمانين لتأسيس الحزب الشيوعي الصيني في عام 2001، ادعى جيانغ أن توسع "الطبقة العاملة" من شأنه أن يساعد الحزب على البقاء متقدما باعتباره طليعة الطبقة العاملة من خلال توسيع دعمه الشعبي وزيادة نفوذه الاجتماعي. أدلى جيانغ بتصريح حول مفهوم الطبقة العاملة بأنه يشمل المثقفين:
"وبفضل انضمام المثقفين إلى الطبقة العاملة، ارتفع المستوى العلمي والتقني والتعليمي للطبقة العاملة بشكل كبير... ونتيجة لذلك، غير بعض العمال وظائفهم. ولكن هذا لم يغير من وضع الطبقة العاملة الصينية. بل على العكس من ذلك، فإن هذا من شأنه أن يعمل على تحسين الجودة الشاملة للطبقة العاملة وإعطاء الفرصة لمزاياها كمجموعة في الأمد البعيد. لقد كانت الطبقة العاملة الصينية دائمًا القوة الأساسية لتعزيز القوى الإنتاجية المتقدمة في الصين. ويجب على حزبنا أن يظل طليعة الطبقة العاملة وأن يعتمد على الطبقة العاملة بثبات وصدق." 
أضيفت التمثيلات الثلاث في دستور الحزب الشيوعي الصيني خلال المؤتمر الوطني السادس عشر للحزب في نوفمبر 2002. وأضيفت أيضًا إلى الدستور الصيني في 14 مارس 2004.

## محتوى
تتطلب النظرية من الحزب الشيوعي الصيني:
1. تمثيل اتجاه تطور القوى الإنتاجية المتقدمة في الصين.
2. تمثيل توجه الثقافة المتقدمة في الصين.
3. تمثيل المصالح الأساسية للأغلبية الساحقة من الشعب الصيني.

وفي هذا السياق، فإن "التمثيل" يعني الدمج.

## التأثير والاستقبال
كانت نظرية جيانغ موضوعًا لمناقشة داخلية كبيرة. اعتبرها المؤيدون بمثابة تطور آخر للاشتراكية ذات الخصائص الصينية  أو آلية لدمج العناصر البرجوازية في نظام الحزب. انتقدت بعض القطاعات داخل الحزب الشيوعي الصيني "التمثيلات" باعتبارها غير ماركسية وخيانة للقيم الماركسية الأساسية. وقد نشأ النقد من كافة الجوانب الإيديولوجية للحزب.
وقال جيانغ إن الحزب، من خلال تمثيل الشعب الصيني على ثلاثة مستويات، استخدم مصالح ومطالب الأغلبية الساحقة من الشعب لاستبدال المصالح المحددة لأشخاص من مختلف الأوساط، وخاصة الطبيعة الطبقية للطبقة العاملة. وكما يزعم شياو جونج تشين، فإن ابتكار نظرية "التمثيلات الثلاث" كان يهدف إلى استكمال التحول الإيديولوجي التاريخي للحزب الشيوعي الصيني من حزب ثوري إلى حزب حاكم. يمكن للحزب الشيوعي الصيني أن يحافظ على شرعيته في ظل "اقتصاد السوق الاشتراكي" أو أي نظام يساعد على تطوير القوى الإنتاجية المتقدمة، دون تشجيع أي حركة ثورية أو الحفاظ على مبدأ المساواة.
اختلف جيانغ مع التأكيد على أن نظرياته لم تكن ماركسية، وخلص إلى أن تحقيق نمط الإنتاج الشيوعي (كما صاغه الشيوعيون الأوائل) كان أكثر تعقيدًا مما تم إدراكه؛ وكان من غير المجدي محاولة فرض التغيير، لأنه كان لابد أن يتطور بشكل طبيعي باتباع القوانين الاقتصادية للتاريخ. تتميز النظرية بشكل خاص بالسماح للرأسماليين، الذين يشار إليهم رسميًا باسم "الطبقات الاجتماعية الجديدة"، بالانضمام إلى الحزب على أساس أنهم شاركوا في "عمل شريف" ومن خلال عملهم ساهموا في "بناء الاشتراكية ذات الخصائص الصينية". تم انتقاد قرار جيانغ بالسماح للرأسماليين بالانضمام إلى الحزب الشيوعي الصيني باعتباره "سوء سلوك سياسي" و"ارتباكات أيديولوجية". ساعدت هذه الانتقادات في تأجيج صعود حركة اليسار الجديد في الصين.
كان تشنغ بيجيان، نائب الرئيس التنفيذي للمدرسة المركزية للحزب، الذي كان نشطًا في المساعدة على إنشاء التمثيلات الثلاث، يزعم أن حزب الشعب كله سيكون حزبًا شاملاً يشمل مصالح متنوعة ومتضاربة. إن إدراج كل الكتلة العريضة من المثقفين الصينيين المعاصرين، والعاملين في مجال العلوم والتكنولوجيا، والعاملين في مجال الثقافة، والمديرين الاقتصاديين، في فئة ما يسمى "الطبقة المتوسطة" من شأنه أن يضعف الطبقة العاملة أو حتى يمحوها.
في الوقت الذي أعلن فيه جيانغ عن النظرية، كان معظم رجال الأعمال الذين كانوا أعضاء في الحزب الشيوعي الصيني أعضاء في الحزب قبل بدء أعمالهم التجارية. سمح هذا التغيير بتشكيل مجموعة جديدة من أعضاء الحزب الذين يمكنهم الانضمام بعد تحقيق النجاح في مجال الأعمال. وقد حدثت أكبر قفزة في أعداد أعضاء الحزب الذين هم أيضًا من رجال الأعمال في عام 2001، بعد فترة وجيزة من الإعلان عن التمثيلات الثلاث. وحتى عام 2022، كان حوالي 30-35% من رواد الأعمال الصينيين أعضاء في الحزب.
يكتب الأكاديمي لين تشون أنه في حين "لم يكن هناك شيء غير صحيح سياسياً في هذا البيان العادي" الصادر عن "التمثيلات الثلاث"، فإنه "أشار ببساطة إلى أن الحزب لم يعد يتظاهر حتى بأنه طليعة الطبقة العاملة".
ويشير الأكاديميان ستيف تسانج وأوليفيا تشيونج إلى أن "التمثيلات الثلاث" ساعدت في استقطاب النخب الاقتصادية وتوسيع نطاق وصول الحزب إلى القطاع الخاص المتنامي. يصف الأكاديمي بانج لايكوان التمثيلات الثلاثة بأنها تضفي الشرعية على المؤسسات المملوكة للقطاع الخاص في سياق اقتصاد السوق الاشتراكي.

## قراءة إضافية
- حول "التمثيلات الثلاث"، مجموعة من خطابات جيانغ تسه مين.
- كلمة جيانغ تسه مين في الاجتماع الاحتفالي بالذكرى الثمانين لتأسيس الحزب الشيوعي الصيني (2001). مركز معلومات الإنترنت الصيني.